# يو إف سي ليلة القتال: ألين ضد كيرتس 2
يو إف سي ليلة القتال: ألين ضد كيرتس 2 (بالإنجليزية: UFC Fight Night: Allen vs. Curtis 2)‏ هو حدث لفنون القتال المختلطة نظمته يو إف سي، أُقيم في 6 أبريل 2024، على يو إف سي أبيكس في إنتربرايز، نيفادا، وهي جزء من منطقة لاس فيغاس الحضرية، الولايات المتحدة.